# San Esteban (Belice)
San Esteban es un pueblo en el distrito de Orange Walk, en Belice. De acuerdo al censo del año 2000, la ciudad tenía una población de 1.573 habitantes. 